# スチャダラパー
スチャダラパーは、日本のヒップホップグループ。1988年結成、1990年に高木完プロデュースによりデビュー。所属事務所はMelody Fair。

## メンバー
- Bose（MCボーズ）（1969年1月15日 -  ）  MC
  - 本名：光嶋 誠（こうしま まこと）、岡山県勝田郡勝央町出身。京都精華大学特任准教授（2013年4月 - ）
  - 妻はファンタジスタさくらだ（元あやまんJAPAN）。
- ANI（スチャダラアニ） （1967年7月18日 -  ） MC&イキフン
  - 本名：松本 洋介（まつもと ようすけ）、川崎市高津区出身
- SHINCO（スヰンギン・シンコ） （1970年6月9日 -  ）DJ
  - 本名：松本 真介（まつもと しんすけ）、川崎市高津区出身

- ANIとSHINCOは実兄弟（三人兄弟で、ANIの上にもう1人兄がいる）。
- ANIはAFRA、ロボ宙と共にDonuts Disco Deluxeというグループを結成。

## 経歴
桑沢デザイン研究所で知りあったBoseとANIに、浪人中のSHINCOをDJに加え結成。
グループ名の由来は、1985年〜1992年に活動したギャグユニットラジカル・ガジベリビンバ・システムの1986年の公演「スチャダラ」（観劇したのはANIのみ）に「ラッパー」を組み合わせ「スチャラカでスーダラなラッパー」という意味合いを持つ（後に、1996年に上演された「スチャダラ」の続編である「スチャダラ2010」に、3人が出演している）。
今までの海外ヒップホップ・シーンの主流だった、マッチョでハードコア路線とは対照的なア・トライブ・コールド・クエストやデ・ラ・ソウルといったグループが登場した90年代初頭に、それらの影響を受け、そこに日本における上記のラジカル・ガジベリビンバ・システムなどの演劇シーンや、インディーズ・レーベルナゴムレコードなどの日本のサブカルチャーの文脈が結合した「オモロ・ラップ」を提唱しシーンに登場する。等身大でコミカルなライムと高品位なトラックで存在感を示す。活動開始してまもなく、MAJOR FORCE主催の「第2回DJアンダーグラウンドコンテスト」において、「太陽にほえろ!」のテーマソングにラップを乗せる パフォーマンスが話題となり、特別賞を受賞。そのままMAJOR FORCEからデビューとなった。
1993年、デ・ラ・ソウルのアルバム「Buhloone Mindstate」に高木完とともにラッパーとして客演参加。日本のファン向けの日本盤ボーナストラックではなく、アルバムのオリジナルトラックに参加という、日本人ラッパーの海外アーティスト参加という非常に珍しい例となる。
1994年、小沢健二と共演した「今夜はブギー・バック」が50万枚を超える大ヒット。「タモリのボキャブラ天国」のエンディングテーマにも採用され、お茶の間にラップ/ヒップホップを浸透させるきっかけを作った。
また、ヒップホップグループ・クラン、「リトル・バード・ネイション」 (LB) を結成、その中心的存在として功労し、ジャパニーズ・ヒップホップ・シーンの開拓に大きな役割を果たしそのスタイルを確立した。
ハードコア・ゲーマーとしても有名な3人は、任天堂・スーパーファミコンのソフト『ゼルダの伝説 神々のトライフォース』のCMで音楽を担当。ゲーム雑誌『ファミ通』や子供向けコミック雑誌『月刊コロコロコミック』などに連載を持ち、かつてBOSEは『バーチャファイター2』やりたさにゲームセンター用のゲーム筐体を個人で購入し、自宅に持ち込んだ逸話が知られる。MOTHER2の攻略本の中にも登場した。
また、BOSEは1994年より5年間、フジテレビ系列の子供向け番組『ポンキッキーズ』にレギュラー出演。電気グルーヴのピエール瀧や、鈴木蘭々、安室奈美恵と共に番組進行を務めた（後継番組の『beポンキッキーズ』にも、2014年度にレギュラー出演）。BOSEは、ナレーターとしてファンタやドラえもん映画作品など数多くのCMに起用されている。
2005年3月には、アルファとのコラボレーションで「アルファ&スチャダラパー」として、シングル『惚れたぜHarajuku』をリリース。
2005年4月から「電気グルーヴ×スチャダラパー」として電気グルーヴとのコラボレート開始。J-WAVE2005年春のキャンペーンソング『Twilight』を発表。6月には、2ndシングル『聖☆おじさん』・フルアルバム『電気グルーヴとかスチャダラパー』発売、8月にはSUMMER SONIC'05、RISING SUN ROCK FESTIVAL'05に出演。
2006年11月29日発売のRIP SLYMEの5thアルバムEPOCHでは『レッツゴー7〜8匹』で、RIP SLYMEとのコラボレーションが実現した。
2007年に「THE HELLO WORKS」として、SLY MONGOOSE、ロボ宙とコラボレートし、全国各地のフェスやライブに出演している。
同年10月6日土曜日24時30分からTOKYO FMより『SCHA NOVA』スタート。
2008年2月23日放送TBSラジオライムスター宇多丸のウィークエンド・シャッフルに出演し、日本語ラップの20年を振り返る特集としてライムスター宇多丸と2時間にわたる対談が実現した。
2008年6月 東京メトロ 副都心線開業開業告知CM曲「Good Old Future（11にアルバムバージョンとして収録）」を担当。
同年9月 トリビュートアルバム「赤塚不二夫トリビュート〜四十一才の春だから〜」に、電気グルーヴ×スチャダラパー名義で参加。
2009年1月14日 NHK教育テレビ「メジャー」第5シリーズ・オープニングテーマ曲「Hey! Hey! Alright」を、スチャダラパー+木村カエラ名義で発表。
その後スチャダラパーとしては8年ぶりとなる単行本となる『ヤングトラウマ~ひろ子・ドカベン・バムバータ~』、ANI初の写真集『ブリングザノイズ』を経て、3月25日には11枚目となるアルバム「11」をリリース。
11月25日にはツアー風景に加え、独自のフィクションを追加したライブDVD『スチャダラパーの悪夢』をリリース。
2010年1月27日 兼ねてより客演などで交友があったHALCALIのシングル「ENDLESS NIGHT」にBOSEがフィーチャリングで参加。
2月24日 活動開始20周年記念として、同じく活動20周年で共にLBとしても活動してきたTOKYO No.1 SOUL SETと同日に、初のレーベルを超えたベストアルバム『THE BEST OF スチャダラパー1990~2010』をリリース。（TOKYO No.1 SOUL SETは『BEST SET』をリリース）それぞれのアルバムにはTOKYO No.1 SOUL SETと共作の新曲が収録されており、『THE BEST OF スチャダラパー1990~2010』には"スチャダラパー feat.TOKYO No.1 SOUL SET"名義で「Never Ending Beats」が、『BEST SET』には"TOKYO No.1 SOUL SET feat.スチャダラパー"名義で「STARDUST」が収録された。
2015年 活動開始25周年を迎えSPACE SHOWER MUSICレーベルから12枚目のアルバム「1212（ワンツーワンツー）」リリース。2016年4月にはミニアルバム「あにしんぼう」をリリース。
2017年5月 スチャダラパーとEGO-WRAPPIN'名義による「ミクロボーイとマクロガール / サマージャム2020」を音楽配信シングルとしてリリース。7月にフジロックフェスティバルに出演し、小沢健二と「今夜はブギー・バック」にて共演した。
2020年4月、スチャダラパーからのライムスター名義で「Forever Young」を配信リリース。30周年記念盤としてアルバム「シン・スチャダラ大作戦」リリース。
2021年1月 YouTubeチャンネルを開設 。 11月、主にライブ会場限定で販売していた書籍「余談」から選ばれた項をまとめた書籍「大余談」を立東舎より発売。

## 備考
- SHINCOはレーベル主宰のケラリーノ・サンドロヴィッチも舌を巻くほどのナゴム通である。
- ANIは古田足日と田畑精一共作の絵本、『おしいれのぼうけん』は自分の幼少期がモデルになっていると自称していたが、作者の田畑によって否定された。
- 第9回みうらじゅん賞受賞。
- 初期の頃のプロモーションビデオには渡辺満里奈、WAHAHA本舗のタレント等が多く出演している。
- SDPとしての自意識は楽曲にするが、意識的に基本的に個人の自意識や自我を歌わないグループと評される[3]。これはヒップホップグループとしては少ない部類に入るとされる[3]。R-指定は時代に流れる「空気」と戦うグループと評している[3]。

## 受賞歴
- 2006年 第9回みうらじゅん賞[4]

## 野音ライブ
2010年以降、日比谷野外大音楽堂にてライブイベントを開催するのが恒例となっている。なお、全ての公演にロボ宙がサイドMCとして出演している。
- スチャダラパー20TH.ANNIVERSARY  スチャダラ2010〜オールスター感謝祭〜

2010年5月9日にCDデビュー20周年記念して多数のゲストを迎えて行われた。総合司会にバッファロー吾郎と小籔千豊、ゲストはSLY MONGOOSE、木暮晋也、曽我大穂、THE CARTOONS、かせきさいだぁ&ILLICIT TSUBOI、四街道ネイチャー、ナオヒロック&スズキスムース、THREE ONE LENGTH、脱線3、TOKYO No.1 SOUL SET、AFRA、ハナレグミ、NIGO、アルファ、bird、RIP SLYME、木村カエラ、HALCALI、電気グルーヴ、スカパラホーンズ、JUDO、KURO-OVI、クボタタケシ、小沢健二。また、イベント当日の午前中より日比谷公園内の小音楽堂にて、スチャダラパーと所縁の深いアーティストによるフリーライブが行われ、星野源、塚本功、かせきさいだぁ＆HAGTONES、ロボ宙＆dau、渡辺俊美、ohana(ハナレグミ、おおはた雄一、原田郁子)が出演した。
- スチャダラ2011 〜オール電化フェア〜

2011年7月3日開催。ゲスト出演はネゴシックス 、サイプレス上野とロベルト吉野、アルファ、SAKEROCK、TOKYO No.1 SOUL SET、電気グルーヴ、相対性理論。ライブ会場3000枚限定のミニアルバム「3000」も発売されている。また、前年同様に小音楽堂にてフリーライブが行われ、かせきさいだぁ、ハナレグミ、AFRA、レキシ、中納良恵、KUNI(SLY MONGOOSE)、Boseが出演。
- スチャダラ全力投球

2012年5月26日開催。木暮晋也(Guitar)、笹沼位吉(Bass)、松田浩二(Keyboards)、塚本功(Guitar)、繁泉英明(Drums)、三星章紘(Percussions)、KUNI HORNs(Horn Arrangement)による「全力投球！バンド」が編成され、80年代のアイドル番組を模したセットの中、ライブが展開された。ゲストにTOKYO No.1 SOUL SET、シャシャミン、かせきさいだぁ、アルファ、木村カエラ、2700が出演。ライブ会場限定シングルCD「哀しみturn it up」が発売。後に、ライブの模様を一部カットし収録したライブアルバム「よりぬき！全力投球！」も限定発売されている。
- 日比谷野音90周年記念  スチャダラパー ワンマンライブ『23』

2013年6月16日開催。ゲストにシャシャミンが出演。この模様は、アルバム「1212」の初回特典DVDに収録されている。ライブ会場限定ミニアルバム『6ピース バリューパック』が発売された。
- Melody fair＆カクバリズム presents「MELOBARHY FES.2014」

2014年4月11日にMelody Fairとカクバリズムの共同主催イベントとして開催。出演はスチャダラパー、TOKYO No.1 SOUL SET、サイプレス上野とロベルト吉野、YOUR SONG IS GOOD、cero、二階堂和美。
- スチャダラパー デビュー25周年記念公演 「華麗なるワンツー」

2015年4月11日開催。終始、バックバンド「ザ・コストパフォーマンス」の演奏を交えてのライブが展開され、電気グルーヴ、かせきさいだぁ、シャシャミン、小沢健二がゲスト出演した。
- スチャダラ2016〜LB春まつり〜

2016年4月17日開催。スチャダラパー、ザ・コストパフォーマンス、SEX山口、サイプレス上野とロベルト吉野、AFRA、THE CARTOONS、かせきさいだぁ、四街道ネイチャー(feat.MC JOE、タイプライター、AKEEM THE DREAM)、ナオヒロック&スズキスムース、キミドリ(withやけのはら)、脱線3(with MATSUMOTO HISATAAKAA)、TOKYO No.1 SOUL SETが出演。ライブ会場限定アルバム「1/1000PACK」も発売された。
- スチャダラパーライブ 2017年 野音の旅

2017年4月15日開催。ライブはザ・コストパフォーマンスの演奏。ゲストにシャシャミン、EGO-WRAPPIN'が出演。ライブ会場限定ミニアルバム「セブンティーンEP」も発売された。

## ディスコグラフィー

### シングル
|      | タイトル                                        | 発売日         | レーベル                 | 規格   | 最高順位   |
| 01st | N.I.C.E.GUY〜1991NICE GUYS REMIX〜              | 1991年2月14日  | MAJOR FORCE/FILE RECORDS | 12cmCD |            |
| 02nd | スチャダランゲージ〜質問：アレは何だ?〜         | 1991年7月25日  | Epic/Sony Records        | 12cmCD |            |
| 03rd | ゲームボーイズ                                  | 1991年12月12日 | Epic/Sony Records        | 12cmCD |            |
| 04th | Trio The Caps                                   | 1992年4月22日  | Epic/Sony Records        | 8cmCD  |            |
| 05th | SANTAFUL WORLD                                  | 1992年11月21日 | Ki/oon Sony Records      | 8cmCD  |            |
| 06th | コロコロなるまま                                | 1993年5月21日  | Ki/oon Sony Records      | 8cmCD  |            |
| 07th | 今夜はブギー・バック (smooth rap)               | 1994年3月9日   | Ki/oon Sony Records      | 8cmCD  | 15位・21位 |
| 08th | ドゥビドゥWhat?                                 | 1995年2月1日   | TOSHIBA-EMI              | 8cmCD  |            |
| 09th | From 喜怒哀楽                                   | 1995年4月8日   | TOSHIBA-EMI              | 8cmCD  |            |
| 10th | サマージャム'95                                 | 1995年7月19日  | TOSHIBA-EMI              | 8cmCD  |            |
| 11th | クライング・ドゥービーマン                      | 1995年10月4日  | TOSHIBA-EMI              | 8cmCD  |            |
| 12th | アクア フレッシュ                               | 1996年7月10日  | TOSHIBA-EMI              | 12cmCD |            |
| 13th | 大人になっても                                  | 1997年6月1日   | TOSHIBA-EMI              | 8cmCD  |            |
| 14th | アーバン文法                                    | 1998年3月25日  | wea Japan                | 12cmCD |            |
| 15th | MORE FUN-KEY-WORD                               | 1998年6月25日  | wea Japan                | 12cmCD |            |
| 16th | トリプルショットEP                              | 1999年9月8日   | wea Japan                | 12cmCD |            |
| 17th | DISCO SYSTEM                                    | 2006年8月9日   | Universal Music          | 12cmCD | 113位      |
| 18th | ライツカメラアクション                          | 2008年6月11日  | tearbridge records       | 12cmCD | 71位       |
| 19th | Hey! Hey! Alright / スチャダラパー + 木村カエラ | 2009年1月14日  | tearbridge records       | 12cmCD | 10位       |

#### その他シングル
- 哀しみturn it up （2012年6月13日、Melody Fair） - ライブ会場・公式ホームページ限定発売。
- ヨン・ザ・マイク feat. ロボ宙&かせきさいだぁ（2019年11月13日） - 配信シングル。

#### 共演シングル
- 惚れたぜHarajuku（2005年3月30日）アルファ＆スチャダラパー名義。
- Twilight（2005年4月27日）電気グルーヴ×スチャダラパー名義。
- ミクロボーイとマクロガール（2017年6月7日）スチャダラパーとEGO-WRAPPIN'名義。※配信およびアナログ7インチのみ
- Forever Young（2020年4月1日）スチャダラパーからのライムスター名義。※配信のみ

### アルバム
|      | タイトル               | 発売日         | レーベル                          | 備考                                                   | 最高順位 |
| 01st | スチャダラ大作戦       | 1990年5月5日   | MAJOR FORCE/FILE RECORDS          |                                                        |          |
| 02nd | タワーリングナンセンス | 1991年10月10日 | Epic/Sony Records                 |                                                        |          |
| 03rd | WILD FANCY ALLIANCE    | 1993年2月21日  | Ki/oon Sony Records               |                                                        |          |
| 04th | スチャダラ外伝         | 1994年4月1日   | Ki/oon Sony Records               |                                                        | 11位     |
| 05th | 5th wheel 2 the Coach  | 1995年4月26日  | TOSHIBA-EMI                       |                                                        | 4位      |
| 06th | 偶然のアルバム         | 1996年9月4日   | TOSHIBA-EMI                       | 2007年11月28日に「Standard of 90'sシリーズ」として再発 | 9位      |
| 07th | fun-keyLP              | 1998年10月25日 | Wea Japan                         |                                                        |          |
| 08th | ドコンパクトディスク   | 2000年5月24日  | Wea Japan                         |                                                        |          |
| 09th | The 9th Sense          | 2004年4月28日  | compactsounds                     |                                                        |          |
| 10th | CON10PO                | 2006年11月15日 | Universal Music                   |                                                        | 34位     |
| 11th | 11                     | 2009年3月25日  | tearbridge records                |                                                        | 47位     |
| 12th | 1212                   | 2015年1月28日  | ZENRYO RECORDS/SPACE SHOWER MUSIC | 初回限定盤：CD+DVD、通常盤：CD                         | 20位     |
| 13th | あにしんぼう           | 2016年4月20日  | ZENRYO RECORDS/SPACE SHOWER MUSIC | 初回限定盤：CD+DVD、通常盤：CD                         | 65位     |
| 14th | シン・スチャダラ大作戦 | 2020年4月8日   | SPACE SHOWER MUSIC                | ジャケットと特典CDが異なるS盤、D盤、P盤の3種           |          |

#### ベスト・アルバム
1. ポテン・ヒッツ 〜シングル・コレクション〜（1994年10月21日・KSC2-93）
2. Cycle Hits 〜remix Best Collection〜（1995年12月1日・KSC2-132）- リミックス曲のベスト
3. 東芝クラシックス 95-97（1998年3月25日・TOCT-10206）
4. CAN YOU COLLABORATE?~best collaboration songs&music clips~（2008年12月3日・NFCD-27142/3/B）- 客演のベストとPV集
5. THE BEST OF スチャダラパー 1990〜2010 （2010年2月24日・NFCD-27207/8）

#### ミニ・アルバム
- 『3000』 ライブ会場限定3000枚 （2011年7月3日）
- 『6ピース バリューパック』 ライブ会場限定 （2013年6月16日） → 公式ウェブ限定

#### コラボレーション・アルバム
- 『電気グルーヴとかスチャダラパー』　（2005年6月29日）　電気グルーヴ×スチャダラパー名義

#### ライブ・アルバム
- 『よりぬきスチャダラ全力投球！』　（2012年10月13日）　ライブ会場限定

### アナログ盤
|                | タイトル                                                            | 発売日         | レーベル                 |
| シングル       | スチャダラパーのテーマPT.2/N.I.C.E.GUY〜1991NICE GUYS REMIX〜       | 1991年3月14日  | MAJOR FORCE/FILE RECORDS |
| シングル       | ゲームボーイズ                                                      | 1991年12月13日 | MAJOR FORCE/FILE RECORDS |
| シングル       | SANTAFUL WORLD/TRIO THE CAPS                                        | 1992年12月12日 | FILE RECORDS             |
| アルバム       | WILD FANCY ALLIANCE                                                 | 1993年6月30日  | FILE RECORDS             |
| シングル       | BOOGIE BACK〜SPECIAL LIMITED VINYL EDITION〜                        | 1994年5月14日  | FILE RECORDS             |
| アルバム       | スチャダラ外伝                                                      | 1994年9月      | FILE RECORDS             |
| アルバム       | The Potent Hits 91-92                                               | 1994年10月     | FILE RECORDS             |
| アルバム       | The Potent Hits 91-92                                               | 1994年10月     | FILE RECORDS             |
| アルバム       | ULTIMATE BREAKFAST&BEATS                                            | 1995年3月8日   | TOSHIBA-EMI              |
| アルバム       | 5th wheel 2 the coach                                               | 1995年7月19日  | TOSHIBA-EMI              |
| アルバム       | 45RPM STEREO                                                        | 1995年10月4日  | TOSHIBA-EMI              |
| シングル       | 大人になっても                                                      | 1997年6月1日   | SCHOOL PRODUCTION        |
| アルバム       | 偶然のアルバム                                                      | 1997年9月4日   | TOSHIBA-EMI              |
| シングル       | アーバン文法                                                        | 1998年3月25日  | Warner Music             |
| アルバム       | fun-keyLP                                                           | 1998年10月     | Warner Music             |
| シングル       | TRIPPLE SHOT EP                                                     | 1998年9月8日   | Warner Music             |
| シングル       | 5W1H                                                                | 2000年2月25日  | A.K.A. bounse            |
| シングル       | Where ya at?                                                        | 2000年4月7日   | A.K.A. bounse            |
| アルバム       | ドコンパクトディスク                                                | 2000年5月5日   | Warner Music             |
| シングル       | FUN-KEY 4-1/CUT UP THE 9TH SENSE                                    | 2005年3月1日   | JETSET RECORDS           |
| シングル       | con10po                                                             | 2006年11月15日 | -                        |
| シングル       | Good Old Future/ライツカメラアクション                              | 2008年11月15日 | Melody Fair              |
| アルバム       | 華麗なる1212ワンツーワンツー                                        | 2015年09月23日 | HMV Record               |
| シングル       | リーグオブレジェンド Feat. DEV LARGE, CQ from ILLMATIC BUDDHA M.C'S | 2015年10月9日  | SONY / JET SET           |
| ミニ・アルバム | あにしんぼう                                                        | 2017年04月22日 | ZENRYO RECORDS           |
| シングル       | ミクロボーイとマクロガール                                          | 2017年06月07日 | ZENRYO RECORDS           |

### ビデオ・DVD
- スチャ・ダ・ライヴ（1990年11月23日・24MF-022）
- スチャダラ30分（1991年12月12日・ESVU-341）
- Fantastic Video Festival（1995年1月21日・KSV5-5018）
- RE SCHADA LIVE（1996年7月18日・TOVF-1224）
- View Masters（1996年9月19日・TOVF-1246）
- FUN-KEY 4 VIEW(URBAN ROCK BOX)（1999年7月28日・WPC6-1）
- THE 9th SENSE LIVE（2004年12月8日・CSDA-003）
- THE LAST GIGS（2006年4月5日・KSBL-5818）電気グルーヴ×スチャダラパー名義
- スチャダラパーの悪夢（2009年11月25日・NFBD-27197）

### 参加作品

#### スチャダラパー
| 発売日         | 収録先（アーティスト名 / タイトル）                                          | 参加曲                                                                                  | 備考                                                                                                 |  |
| -------------- | ---------------------------------------------------------------------------- | --------------------------------------------------------------------------------------- | --- |  |
| 1996年6月9日   | CORNELIUS 『96/69』                                                          | 5. 1969 スチャダラパーRemix                                                             | アルバム『69/96』（1995年発売）に収録されている「1969」のリミックス 『CAN YOU COLLABORATE?』にも収録 |  |
| 1997年4月23日  | ブロンソンズ 『スーパーマグナム』                                            | 2. 大脱走 (ブロンソン大陸ミックス) with スチャダラパー                                  | 『東芝クラシックス 95-97』にも収録                                                                   |  |
| 2001年10月24日 | V.A. 『A Tribute to Terry Johnson;Pillow Talks』                             | 3. Pillow Talk (ABS remix)                                                              | 湯村輝彦トリビュート・アルバム                                                                       |  |
| 2002年8月21日  | ロボ宙 『銀河飯店』                                                          | 7. JUNKYARD "ウルトラゴミマグネティックMC'S" Feat. JUNKFOOD & スチャダラパー            | 『CAN YOU COLLABORATE?』にも収録                                                                     |  |
| 2002年12月26日 | TSUTCHIE 『THANKS FOR LISTENING』                                            | 3. 40's Feat. スチャダラパー + ロボ宙                                                   | 『CAN YOU COLLABORATE?』にも収録                                                                     |  |
| 2003年10月22日 | AFRA 『Always Fresh Rhythm Attack』                                          | 12. IT'S BEATVOX Feat. スチャダラパー, ロボ宙                                           | 『CAN YOU COLLABORATE?』にも収録                                                                     |  |
| 2005年8月6日   | Soundtrack 『サヨナラCOLER ～映画のためのうたと音楽～』                      | 1. サヨナラCOLOR 口笛 ～(TOT)                                                           | 映画『サヨナラCOLOR』のSoundtrack集 スチャダラパー feat. AFRA名義で収録                              |  |
| 2006年1月7日   | Ugly Duckling 『SMACK』                                                      | 3. LET IT OUT（SDP REMIX）                                                              | アナログ盤（12inch）のみでの発売であり、国内盤のみに収録 『CAN YOU COLLABORATE?』にも収録            |  |
| 2006年3月8日   | SLY MONGOOSE『TIP OF THE TONGUE STATE』                                      | 3. DEFENSELESS CITY Feat. スチャダラパー & ロボ宙                                       | 『CAN YOU COLLABORATE?』にも収録                                                                     |  |
| 2006年11月29日 | RIP SLYME 『EPOCH』                                                          | 8. レッツゴー7～8匹 Feat. スチャダラパー                                                | 『CAN YOU COLLABORATE?』にも収録                                                                     |  |
| 2008年1月16日  | Mr.BEATS a.k.a. DJ CELORY 『BEAUTIFUL TOMORROW』                             | 1. ショッキング・ダイナマイト Feat. スチャダラパー, bird                                | 『CAN YOU COLLABORATE?』にも収録                                                                     |  |
| 2008年3月28日  | V.A. 『デトロイト・メタル・シティ トリビュート・アルバム ～生贄メタルMIX～』 | 3. 0718アニソロ（恐怖の大天才 再臨・TUCKER公開処刑mix）/ スチャダラパー with TUCKER伯爵 | 『CAN YOU COLLABORATE?』にも収録                                                                     |  |
| 2008年6月18日  | グループ魂 『ぱつんぱつん』                                                  | 21. 勃発!バンド内抗争 ～グループ魂にスチャダラパーまで～                                | 『CAN YOU COLLABORATE?』にも収録                                                                     |  |
| 2008年9月24日  | V.A. 『赤塚不二夫トリビュート ～四十一才の春だから～』                       | 4. NA.NO.DA                                                                             | 赤塚不二夫トリビュートアルバム 電気グルーヴ × スチャダラパー名義で収録                               |  |
| 2010年2月3日   | 木村カエラ 『5years』                                                        | 10. おどるポンポコリン                                                                  | 石野卓球がアレンジを務め、ANIとBOSEがコーラスで参加 Disc2に収録                                      |  |
| 2010年2月24日  | TOKYO No.1 SOUL SET 『BEST SET』                                             | 14. STARDUST Feat. スチャダラパー                                                       | [ 7 ]                                                                                                |  |
| 2011年3月16日  | レキシ 『レキツ』                                                            | 1. そうだレキシーランド行こう Feat. MC末裔（ANI）・MC四天王（BOSE）                     | |  |
| 2011年7月27日  | ORIGINAL LOVE 『白熱』                                                       | 4. カミングスーン Feat. スチャダラパー                                                  | [ 8 ]                                                                                                |  |
| 2013年8月21日  | マキタスポーツ 『推定無罪』                                                  | 3. 十年目のプロポーズ Feat. スチャダラパーver.                                          | Disc 2に収録                                                                                         |  |
| 2014年3月10日  | 宇多田ヒカル『First Love -15th Anniversary Edition-』（限定生産）            | 8. 今夜はブギー・バック Feat. スチャダラパー                                            | 宇多田ヒカルによる1999年のライブでのカバーに参加。 Disc 2(DVD)に収録                                 |  |
| 2014年5月28日  | V.A. 『YEAH♪♪ ～よしもと芸人歌唱楽曲の究極のカヴァー & ベスト～』            | 7. アミダばばあの唄                                                                     | アミダばばあ&タケちゃんマン『アミダばばあの唄』のカバー Disc 3に収録                                 |  |
| 2015年5月20日  | Sunaga t Experience 『STE』                                                  | 9. DIRTY30 Feat. Zeebra, MURO, RINO LATINA II, ECD, YOU THE ROCK★, スチャダラパー       | |  |
| 2016年9月21日  | いとうせいこう&リビルダーズ 『再建設的』                                     | 1. MONEY                                                                                | いとうせいこうトリビュート・アルバム スチャダラパー & ロボ宙名義で収録                               |  |
| 2017年11月22日 | neco眠る『Typical』                                                          | 3. ひねくれたいの feat. スチャダラパー + ロボ宙                                         | |  |
| 2020年1月1日   | 香取慎吾『20200101』                                                         | 6. ビジネスはパーフェクト (feat.スチャダラパー)                                         | |  |
| 2021年8月6日   | never young beach                                                            | ネバやんとスチャやん                                                                    | |  |

#### ANI
| 発売日         | 収録先（アーティスト名 / タイトル）                                                 | 参加曲                                                   | 備考                                                |
| -------------- | ----------------------------------------------------------------------------------- | -------------------------------------------------------- | --------------------------------------------------- |
| 2002年3月27日  | ONE FOOT（NIPPS） 『MIDORINOGOHONYUBI presents MIDORINOGOHONYUBI MUSIC / ONE FOOT』 | 3. PARTNERS IN CRIME Feat. PUNCH LINE BB, XBS, GORE-TEX  | PVに出演。                                          |
| 2004年2月5日   | NIGO 『(B)APE SOUNDS』                                                              | 2. SUPERCONDUCTIVITY                                     | 『CAN YOU COLLABORATE?』にも収録 ANI & CQ名義で収録 |
| 2010年4月7日   | DEN 『ストリート文学』                                                              | 9. RESURRECTION Feat. ANI, YOU THE ROCK★                 |                                                     |
| 2013年12月11日 | サイプレス上野とロベルト吉野 『ザ、ベストテン ～10th Anniversary Best (白)～』      | 18. WONDER WHEEL (2013 REMIX) Feat. ANI, 田我流, STERUSS |                                                     |

#### BOSE
| 発売日         | 収録先（アーティスト名 / タイトル）                      | 参加曲 | 備考                                             |
| -------------- | -------------------------------------------------------- | --- | ------------------------------------------------ |
| 1998年8月21日  | かせきさいだぁ 『SKYNUTS』                               | 6. トロピカルサイダー20000マイル Feat. BOSE                                                                                  | 『CAN YOU COLLABORATE?』にも収録                 |
| 1999年11月21日 | NIGO 『APE SOUNDS』                                      | 9. DREAM UNIT Feat. BOSE | 『CAN YOU COLLABORATE?』にも収録                 |
| 2007年8月8日   | AYUSE KOZUE 『Sundae Love / summer time ～夏の贈り物～』 | 1. Sundae Love Feat. BOSE | 『CAN YOU COLLABORATE?』にも収録                 |
| 2009年6月24日  | ハナレグミ 『あいのわ』                                  | 4. Peace Tree Feat. BOSE, AFRA                                                                                               |                                                  |
| 2009年10月7日  | CINEMA dub MONKS 『永遠と一日』                          | 13. 市場と旅人 / market and a traveller                                                                                      |                                                  |
| 2009年10月28日 | AFRA 『Heart Beat』                                      | 12. 木漏れ日の中の21世紀 Feat. BOSE, ハナレグミ (Album ver.) 19. 木漏れ日の中の21世紀 Feat. BOSE, ハナレグミ (Original ver.) |                                                  |
| 2010年3月30日  | Rie fu 『at Rie sessions』                               | 1. Stay with me ～恋愛なんてヒマつぶし～                                                                                     | Rie fu & リリー・フランキー Feat. BOSE名義で収録 |
| 2010年5月26日  | HALCALI 『TOKYO GROOVE』                                 | 7. ENDLESS NIGHT Feat. BOSE                                                                                                  | Disk 1に収録                                     |
| 2010年10月27日 | 斉藤和義 『ARE YOU READY?』                              | 8. いたいけな秋 Feat. BOSE                                                                                                   |                                                  |
| 2011年6月29日  | かせきさいだぁ 『SOUND BURGER PLANET』                   | 5. 明日ライドオンタイム Feat. BOSE                                                                                           |                                                  |
| 2011年7月20日  | 竹中直人 『竹中直人のオレンジ気分』                      | 9. 恋は紅いバラ Feat. BOSE                                                                                                   |                                                  |
| 2012年4月11日  | RAM RIDER 『AUDIO GALAXY -RAM RIDER vs STARS!!!-』       | 4. ファストラブ starring BOSE                                                                                                |                                                  |
| 2014年3月19日  | SKE48『未来とは?』                                       | 2. 猫の尻尾がピンと立ってるように... Feat. BOSE                                                                              | 初回盤・通常版のTYPE-Bに収録                     |
| 2016年6月22日  | MU-STARS 『いくつかのはなし』                            | 9. さいごのうた Feat. BOSE                                                                                                   | [ 10 ] [ 11 ]                                    |
| 2020年2月21日  | BIM『NOT BUSY』                                          | 5. Be feat. Bose |                                                  |

## 書籍
- 『スチャダラ2010』　（1996年、スチャダラパーが出演した演劇のシナリオ本。構成・脚本を担当した宮沢章夫との座談会も収録）
- 『スチャダラゼミ』　（1997年、松本真介+松本洋介+光嶋誠名義、月刊カドカワで連載していたコラム「スチャダラゼミ」の単行本）
- 『スチャダラ ラウンジ』　（1998年、エルティーンで連載していたコラム「スチャダラパーのズームアップバカ」の単行本）
- 『Yo!クロニクルダンディ』　（2001年、TV Bros.で連載していたコラム「ゴキ足のダンナ」の単行本）
- 『明日に向かって捨てろ!!』　（2008年、BOSE名義、「ほぼ日刊イトイ新聞」連載のコラムの単行本化）
- 『ヤングトラウマ 〜ひろ子、ドカベン、バムバータ。〜』　（2009年、語り下ろし単行本）
- 『ブリングザノイズ』　（2009年、ANI名義の写真集）

### 余談
スチャダラパーが編集人を務める不定期刊のインディーズ雑誌。初期メンバーとして在籍していた亀井雅文が表紙を担当している。
- 『余談 スチャダラ2010副読本』　(2010年5月9日 スチャダラ2010〜オールスター感謝祭〜)
- 『余談 LEVEL7』　(2011年7月4日 スチャダラ2011 オール電化フェア)
- 『余談サード長嶋』　(2012年5月26日 スチャダラ全力投球！)
- 『余談 エピソード 4 新たなる希望』　(2012年10月13日 スチャダラパーの新木場ジャンボリー)
- 『余談 2+3』　(2013年6月16日 スチャダラパーワンマンライブ『23』)
- 『余談 25 平成』　(2015年4月 スチャダラパー25周年記念 華麗なるワンツー)
- 『余談 三代目J余談ブラザーズ』　(2016年4月17日 スチャダラ2016 〜LB春まつり〜)
- 『余談 セブンティ―ン』　(2017年4月15日 スチャダラパーライブ 2017年 野音の旅)
- 『余談 スチャダラパー・シングス』　(2018年4月8日 スチャダラパー・シングス）
- 『余談 シン・ヨダン』　(2020年5月30日）
- 『大余談』　(2021年11月19日、余談シリーズをまとめた単行本）
- 『余談百年』　(2023年4月16日 祝・日比谷野音100周年 スチャダラ2090)
- 『余談 そこに余談はありますか？』　(2025年5月6日・8日 スチャダラパースペクティブ 〜ここから彼方へ〜)

## 関連書籍
- 『対談集 夢の中で会えるでしょう』 (2018年10月10日 、高野寛、mille books) - 対談相手の1人(BOSEのみ)。

## 出演

### 過去の出演番組

#### ラジオ
SCHA NOVA-スチャノヴァ(TOKYO FM)
毎週土曜24:30 - 25:00（2007年10月 - 2008年3月）
毎週土曜25:30 - 26:00（2008年4月 - 2009年3月）
毎週金曜26:30 - 27:00（2009年4月 - 2009年6月）
ベストアルバム発売を記念して2010年2月24日に一夜限り復活した。

#### テレビ
- ポンキッキーズ・ポンキッキーズ21（フジテレビ） BOSEのみ1994年4月 - 1999年9月 レギュラー出演。スチャダラパーとしては楽曲提供、映像・イベント出演。
- beポンキッキーズ（BSフジ） BOSEのみ2012年4月 - 映像・ゲスト出演、2014年4月 - 2015年3月 レギュラー出演。
- 去年ルノアールで（テレビ東京、2007年7月15日 - 9月30日）ANIのみ。
- 青山ワンセグ開発「石川くん」（NHKワンセグ2、2013年2月）BOSEのみ、石川くん役で声の出演
- ZIP!「おはよう忍者隊ガッチャマン」（日本テレビ、2011年4月18日 - 2013年3月29日）BOSE・ANIのみ、声の出演。
  - ケン、甚平、ギャラクター隊員：BOSE
  - 竜、総裁X、ギャラクター隊員、ナレーション：ANI
- ZIP!「マジンガーZIP!」（日本テレビ、2013年4月8日 - 2014年3月28日）BOSE・ANIのみ、声の出演。
  - 兜甲児：BOSE
  - Dr.ヘル、ボス、ナレーター：ANI
- ZIP!「グッド・モーニング!!!ドロンジョ」（日本テレビ、2015年3月30日 - 2016年3月25日）BOSE・ANIのみ、声の出演。
  - ケン、甚平：BOSE
  - 竜、ギャラクター隊員、店員、ナレーション：ANI
- 歌っていいだろう（BS朝日、2015年10月8日 - 2016年12月15日） MC加山雄三、BOSEのみ出演。

### テレビドラマ
- 木更津キャッツアイ 第5話-第6話（2002年2月15日-2月22日、TBS） - ダニー・ケニー・トニー 役

ANIの出演
- 怪奇恋愛作戦 第7話（2015年2月21日、テレビ東京） - 監督 役
- 水戸黄門 スペシャル（2015年6月29日、TBS） - 漁師 役
- かもしれない女優たち 2016（2016年10月10日、フジテレビ） - プロデューサー 役[14]
- スニッファー 嗅覚捜査官 最終回（2016年12月3日、NHK総合） - 宅配業者 役[15]
- 孤独のグルメ Season6 第12話 （2017年7月1日、テレビ東京）  - 業界人客(1) 役
- 世にも奇妙な物語'17秋の特別編 「フリースタイル母ちゃん」（2017年10月14日、フジテレビ） - チャラ男・田丸 役

### テレビアニメ
BOSE、ANI出演
- おはよう忍者隊ガッチャマン（2011年 日本テレビ）
- マジンガーZIP!（2013年 日本テレビ）
- グッド・モーニング!!!ドロンジョ（2015年 日本テレビ）

ANIの出演
- とんかつDJアゲ太郎 第1話（2016年4月10日、TOKYO MX）

### Webアニメ
BOSE出演
- えのしまんず（2017年 タテアニメ） - えの 役

### Web番組
BOSE出演
- さきどりBose（2016年〜、GYAO! ） - メインMC
- PRODUCE 101 JAPAN（2019年9月26日 - 12月12日、TBS系・GYAO!） - ダンストレーナー[16]

### 映画
ANIの出演
- リリカルスクールの未知との遭遇（2016年5月28日公開） - レコード店の店長 役[17]

### CM
- P'PARCO - 小沢健二と共演
- ゼルダの伝説 神々のトライフォース - ゲームボーイズを歌詞を改変して歌った。
- ゼルダの伝説 時のオカリナ - BOSEのみ。
- ゼルダの伝説 神々のトライフォース2 - ゲームボーイズを歌詞を改変して歌った。
- 日産・のってカンガルー - ANIのみ。
- 日産・ルークス - Boseが辻希美と共演。
- UNIQLO・｢PARKA STYLE 1000｣
- ボス・シルキーブラック
- あいおいニッセイ同和損保TOUGHなどのCMソングをBoseが歌唱、着うた配信あり。
- 日清食品 チキンラーメン（2022年2月5日 - ） - BOSEのみ[18]
- ソニー銀行[19]